# Historisches Kaufhaus (Freiburg im Breisgau)

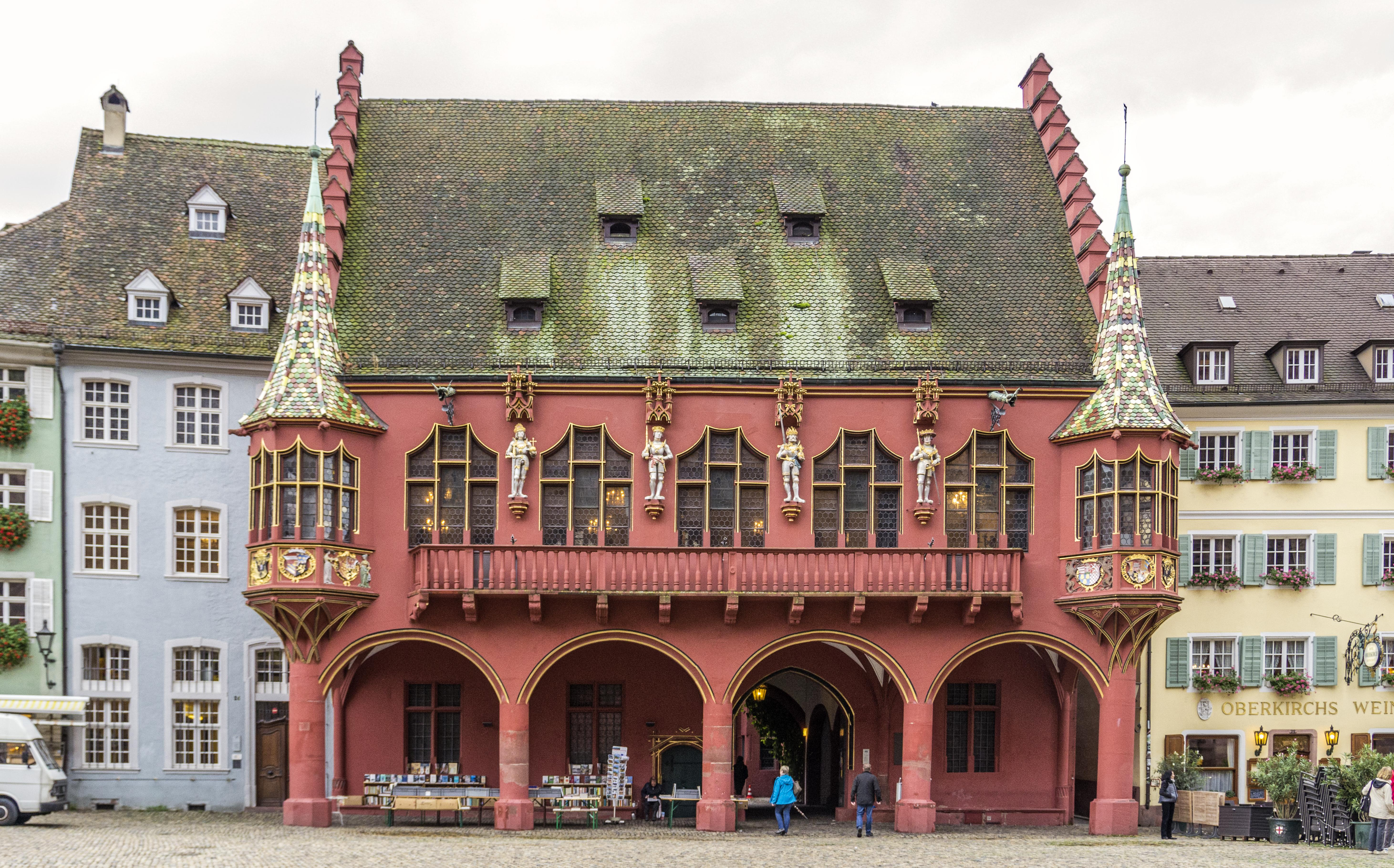
Fassade am Münsterplatz

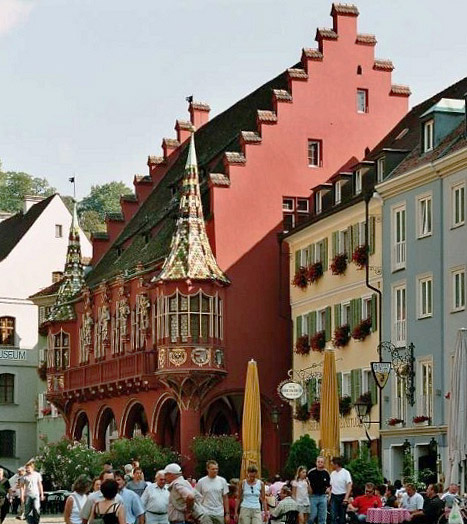
Das Kaufhaus in der Seitenansicht

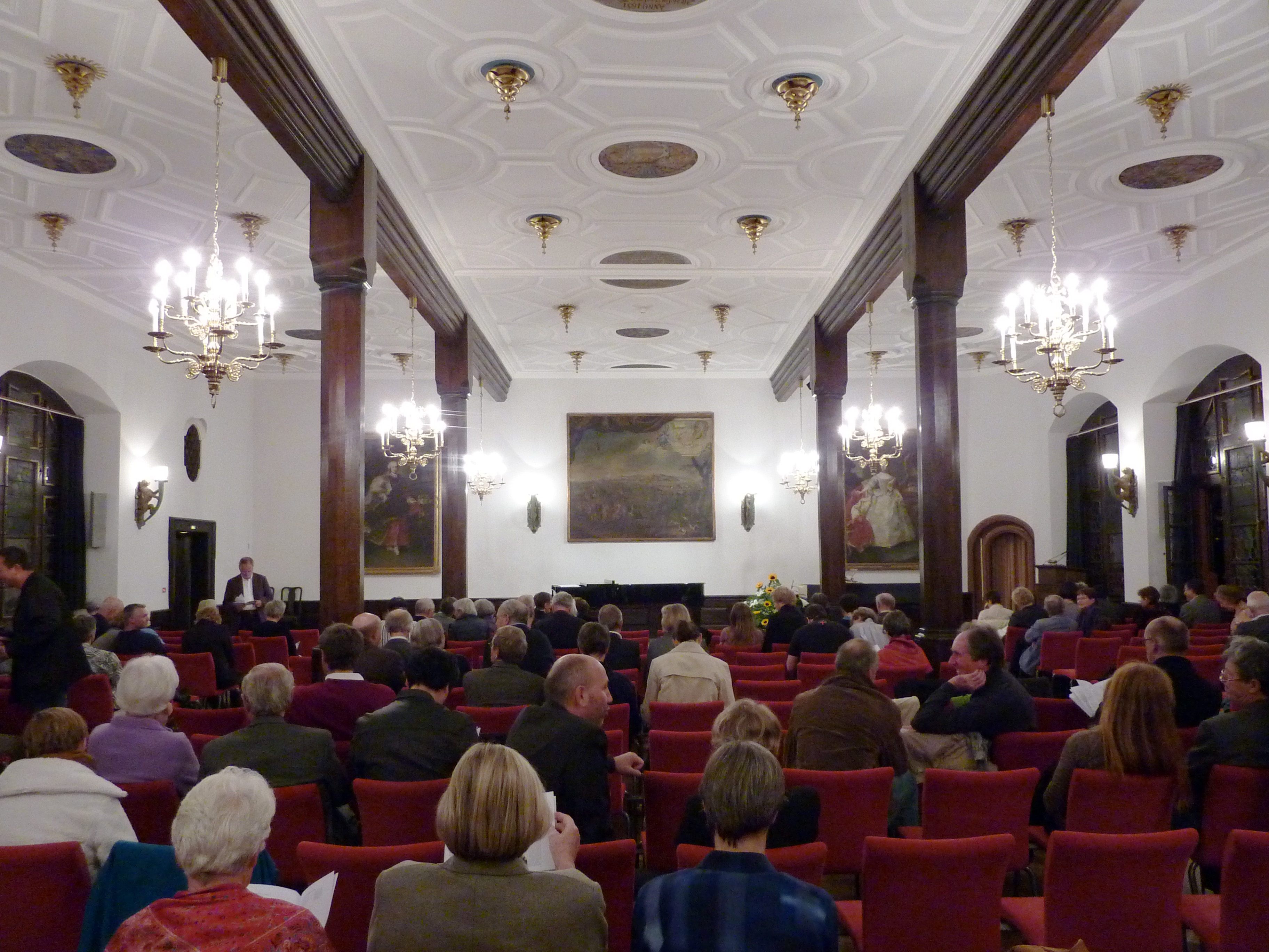
Der Kaisersaal

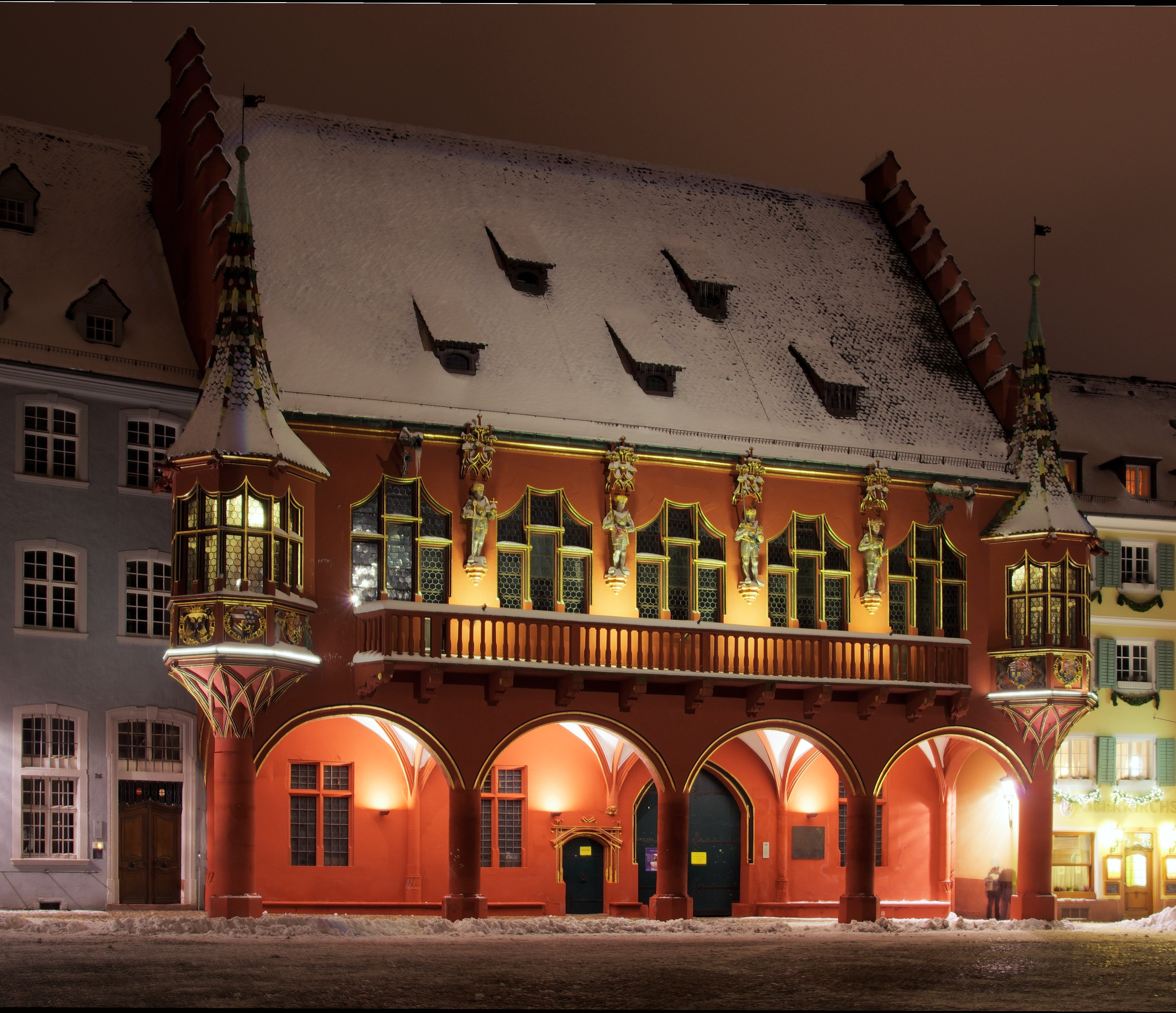
Beleuchtete Frontseite vom Münsterplatz aus

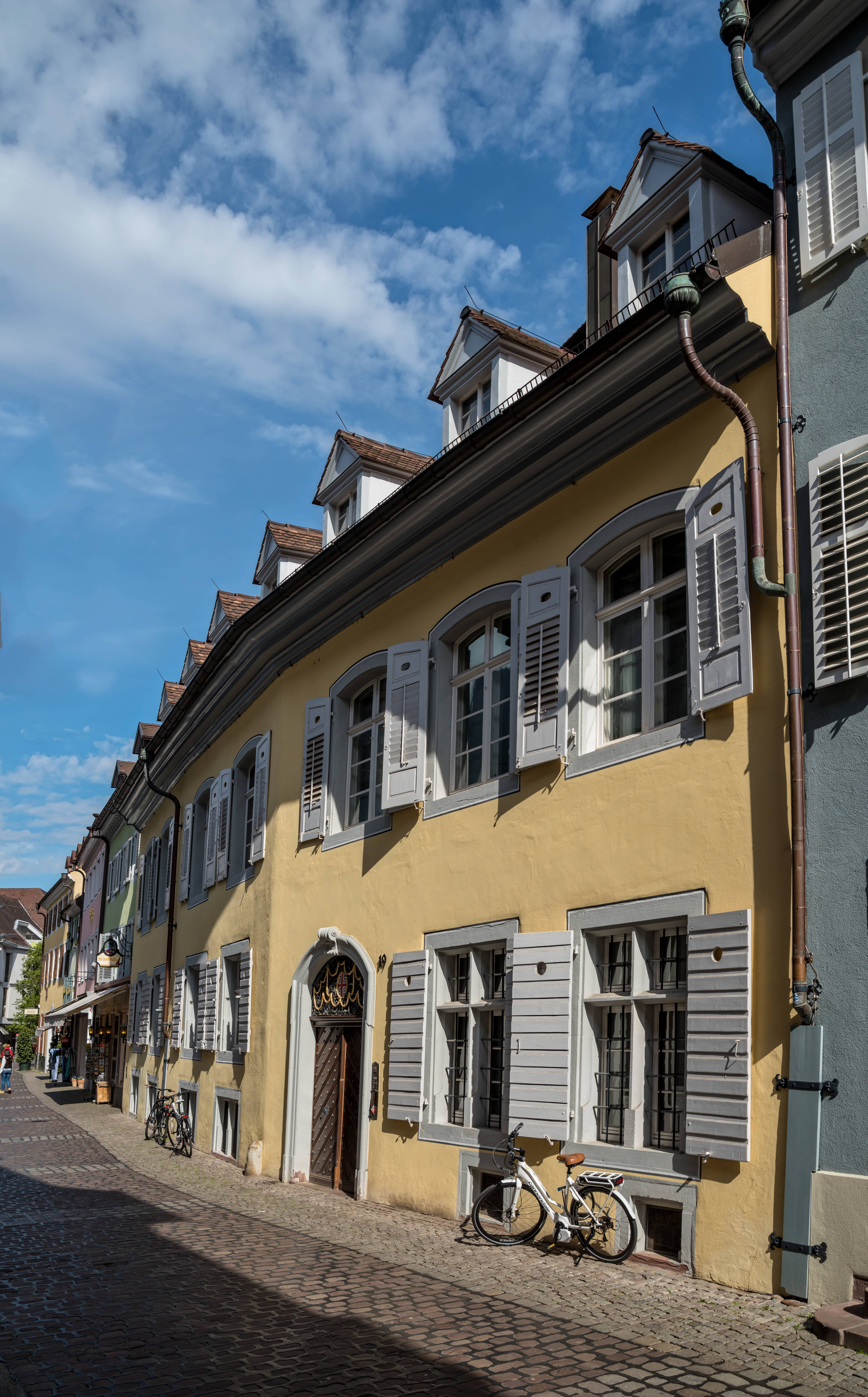
Rückseite des historischen Kaufhauses in der Schusterstraße

Das Historische Kaufhaus ist eines der herausragenden Gebäude in Freiburg im Breisgau. Es steht auf der Südseite des Münsterplatzes, die es mit seiner roten Fassade beherrscht.

## Geschichte
Das erste kommunale Kaufhaus als Bau der städtischen Marktverwaltung zum Warenumschlag und zur Zollabwicklung in Freiburg wurde im 14. Jahrhundert in der Schusterstraße errichtet, die erste Erwähnung datiert auf 1378. Ab 1520 wurde nördlich des Alten Kaufhauses das heutige Gebäude zum Münsterplatz hin mit Blick auf das Freiburger Münster errichtet. Der Bauabschluss des „Neuen Kaufhauses“  wird auf 1532 datiert. Der Architekt des Gebäudes ist nicht einwandfrei belegt, es wird vermutet, dass es sich um einen der damals am Freiburger Münster tätigen Baumeister, vielleicht Lienhart Müller aus Ettlingen gehandelt hat.
Das Kaufhaus wurde später mehrfach umgestaltet. 1550 wurde es um einen Balkon ergänzt; nach den Belagerungen der Stadt 1714 und 1744 mussten Kriegsschäden beseitigt werden; 1814 wurde die Fassade von Simon Göser neu bemalt. 1880–1884 wurde das Gebäude dem Zeitgeschmack entsprechend historisierend umgestaltet und mit neuen Dachgauben in der Art des Hôtel-Dieu von Beaune versehen. 1924/1925 wurden nach Plänen von Stadtbaudirektor Karl Gruber die Änderungen von 1884 rückgängig gemacht und das Kaufhaus in den vorigen Zustand versetzt. 1987 bis 1991 und 2000 erfolgten die letzten umfangreichen Renovierungen.
Von 1946 bis 1947 war das Gebäude Tagungsort der Beratenden Landesversammlung Badens, von 1947 bis 1951 diente das Historische Kaufhaus als Parlamentsgebäude des Landes Baden.

## Beschreibung
Das wegen seines Schmucks und seines dunkelroten Anstrichs auffallende Gebäude steht mit der Traufseite zum Münsterplatz. Ein hohes Dach mit zwei durch Schleppgauben belüfteten Speichergeschossen wird von Treppengiebeln eingefasst. Durch Öffnungen und Ausleger an der Westseite konnten die Speicher bestückt werden. Das Kaufhaus ist aus der Flucht der Nachbargebäude nach vorne gerückt und hervorgehoben. Das Erdgeschoss ist in einer überwölbten Laube mit vier zum Münsterplatz weisenden und zwei seitlichen Arkaden aufgelöst, die das Bauwerk als Stätte des Handels ausweist. Das Rippengewölbe der Laube schmücken Schlusssteine mit Wappen.
Entlang der Trennwand zum Hof verläuft eine Steinbank. Durch ein großes Tor gelangt man in eine zum Innenhof geöffnete Halle. Zusätzlich führt eine maßwerkgerahmte kleine Tür mit den Wappen Freiburgs und Österreichs in den Hof, der nur zu besonderen Gelegenheiten zugänglich ist. An der Balkendecke sieht man noch den großen Balken, an dem die Stadtwaage aufgehängt war. Im Hof befindet sich ein Turm mit aufwändiger spindelloser Wendeltreppe („Kaiserstiege“), die ursprünglich den Hauptzugang zum großen Saal bildete.
Das gesamte Obergeschoss des Gebäudes nimmt ein Saal ein, der sich zum Marktplatz in spätgotischen Vorhangbogenfenstern öffnet. Er wird von zwei zierlichen, polygonalen und mit farbigen Ziegeln gedeckten Erkern an den Gebäudeecken flankiert. Auch die Rückseite des Saals ist mit großen Fenstern zum Hof hin geöffnet. Die Front wird durch habsburgische Skulpturen und Wappen verziert, die zwischen 1530 und 1531 von Hans Sixt von Staufen angefertigt wurden.
Die baldachingekrönten Skulpturen zwischen den Fenstern der Vorderfront stellen Kaiser Maximilian I., seinen Sohn König Philipp den Schönen sowie dessen Söhne, den Römischen Kaiser Karl V. und den Römischen König und späteren Kaiser Ferdinand I. dar. Die je fünf von der Ordenskette des Ordens vom Goldenen Vlies umgebenen Wappenfelder unter den Fenstern der beiden Erker zeigen jeweils an der äußeren Schrägseite den kaiserlichen Doppeladler sowie die Wappen der Habsburgischen Erblande. Die Traufe der mit farbigen Ziegeln gedeckten Erker ist mit kleinen Blendwasserspeiern verziert, die Entwässerung des großen Dachs erfolgt über kupferne Wasserspeier, die als Drachenköpfe gestaltet sind.

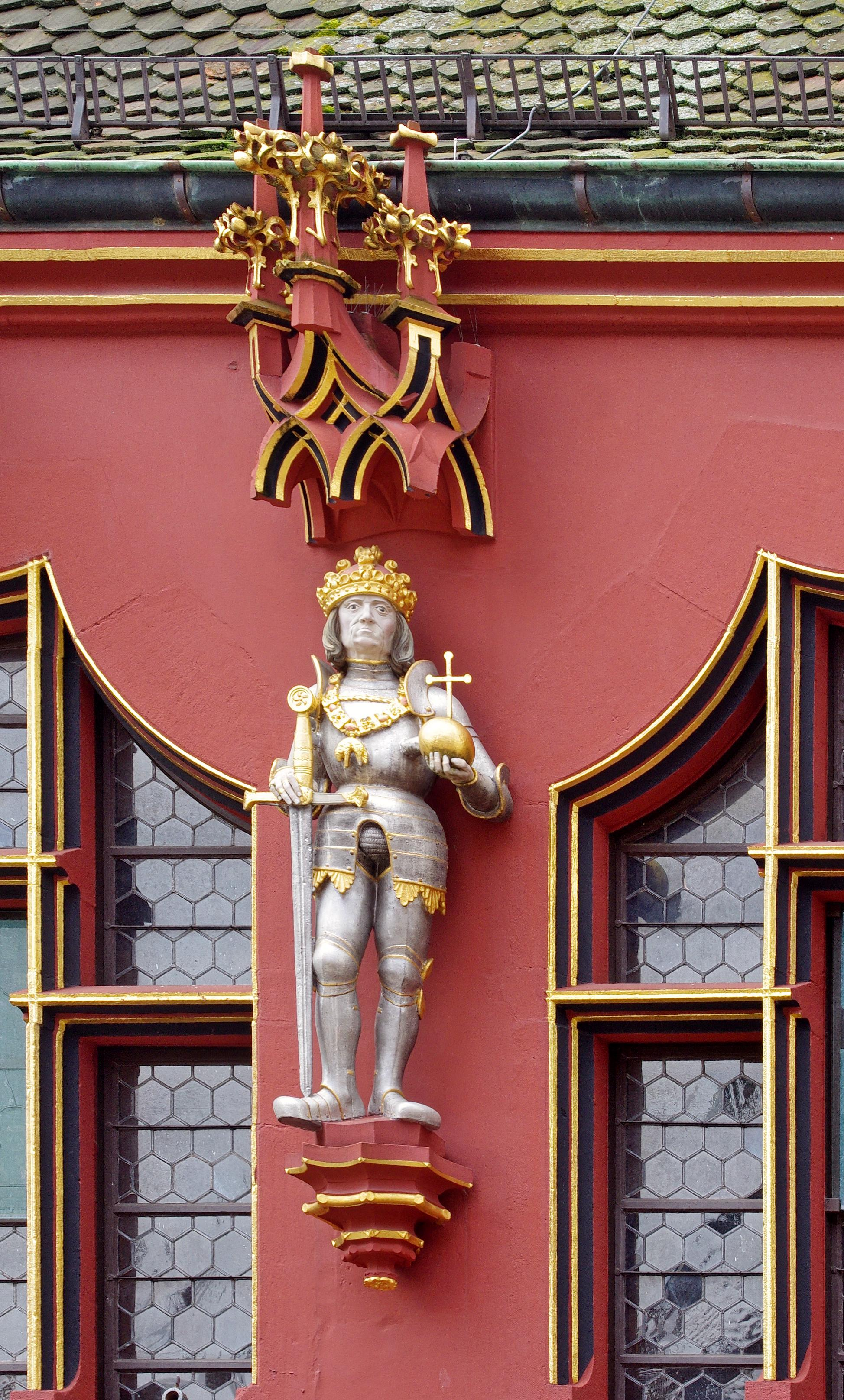
Maximilian I.
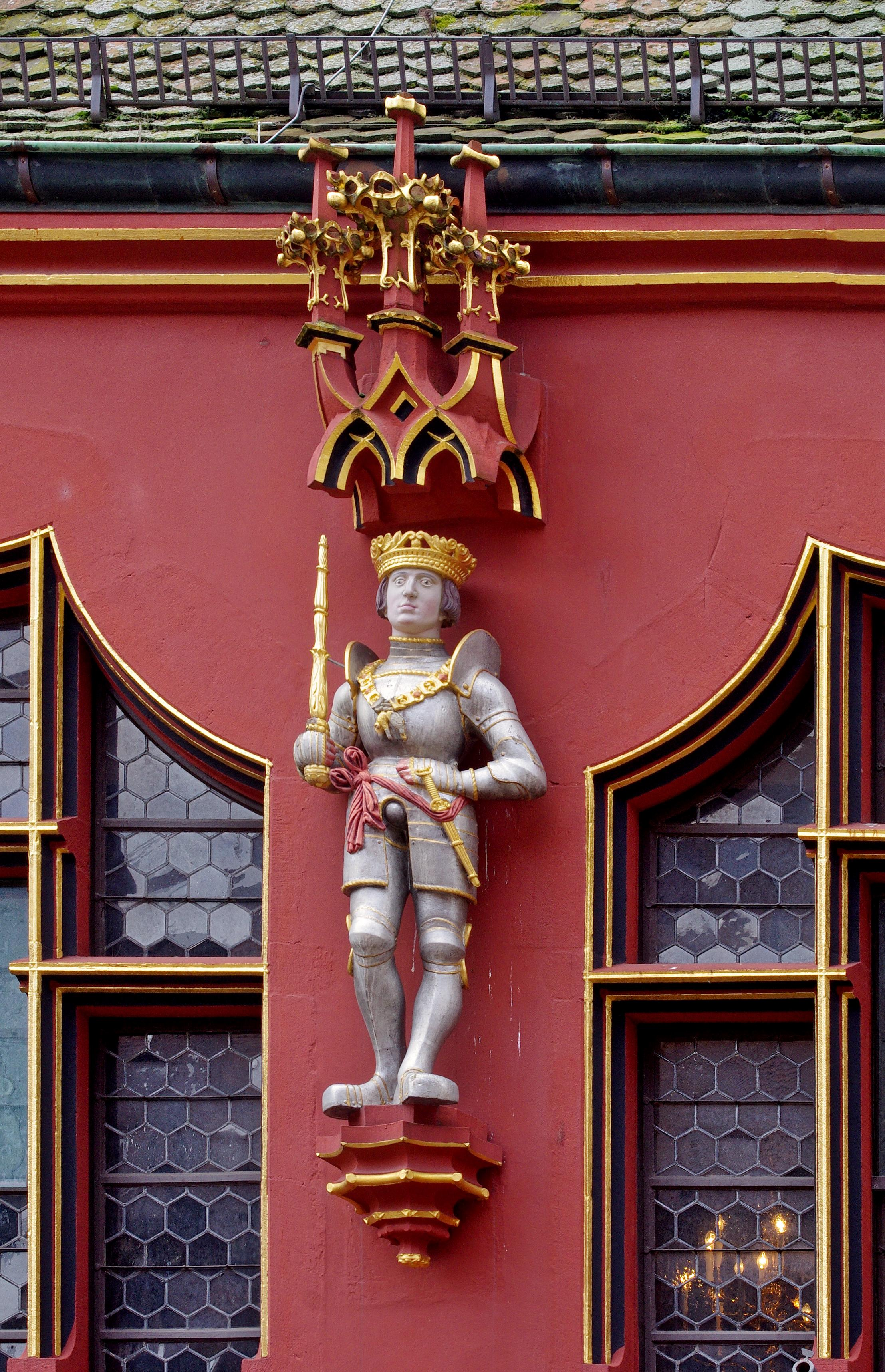
Philipp der Schöne
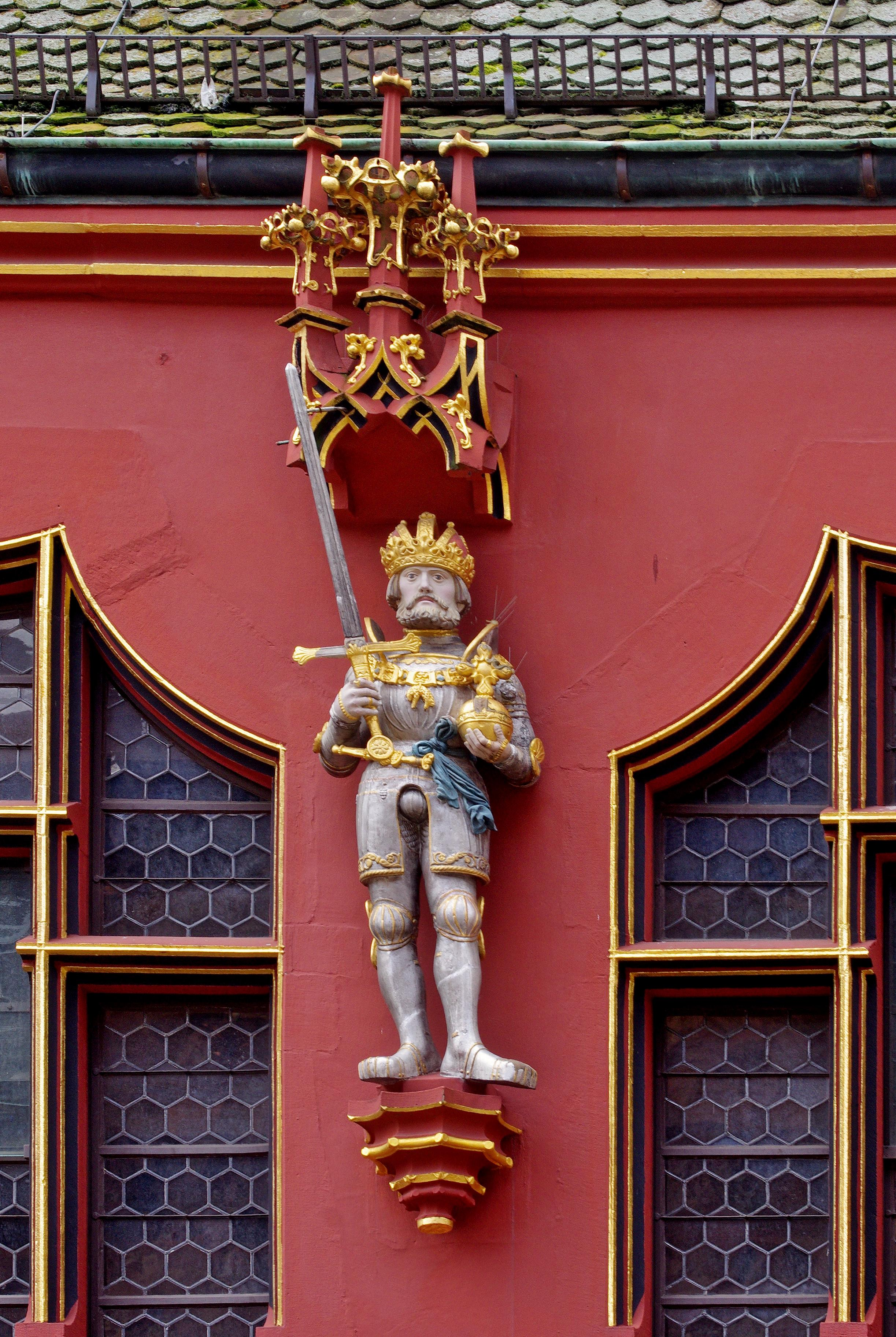
Karl V.
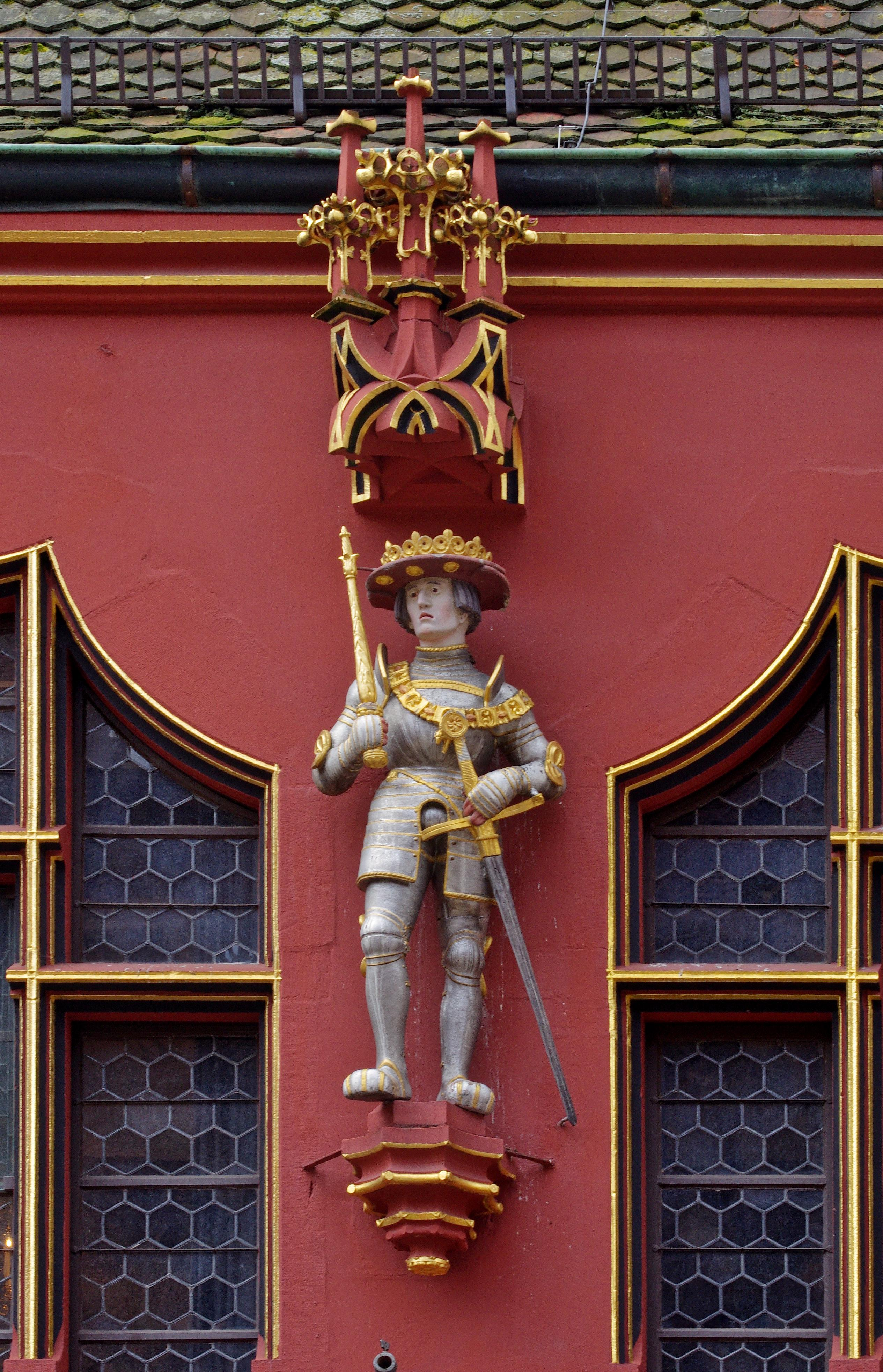
Ferdinand I.

Bedeutendster Innenraum ist der „Kaisersaal“, der heute als repräsentativer Veranstaltungsort dient und bis zu 350 Personen fasst. Er weist eine 1629/1631 eingebrachte Stuckdecke mit ausgemalten Wappenfeldern sowie zahlreiche Porträts von habsburgischen Herrschern an den Wänden auf – sie zeigen Kaiser Franz I. und seine Gattin Maria Theresia, ihren Sohn und Nachfolger seines Vaters als Kaiser Joseph II. und seine Frau Isabella von Parma sowie Kaiser Franz II. An der Stirnwand zeigt ein großes Gemälde die Belagerung der Festung Freiburg im Jahr 1714. Die Glasgemälde in den Fenstern stammen von Fritz Geiges aus dem Jahr 1924. Auch in den Erkern befanden sich bis 1924 Glasgemälde, die Geiges 1884 geschaffen hatte (heute im Augustinermuseum). Der Saal wurde nicht nach den Römischen Kaisern aus dem Haus Habsburg benannt, sondern nach dem deutschen Kaiser Wilhelm I., für den die Stadt Freiburg hier am 3. Oktober 1876 im Rahmen des Festakts zur Einweihung des Siegesdenkmals ein Festbankett gab.
1776 wurde östlich des Kaufhausgebäudes das „Redoutenhaus“ als Ballhaus an Stelle des dort seit dem Mittelalter befindlichen Salzhauses errichtet. Seither wird der „Kaisersaal“ über einen barocken Treppenaufgang in diesem Gebäude erschlossen. Im Eingangsbereich liegen Garderoben, im 1. Obergeschoss befindet sich das Foyer des „Kaisersaals“ und im 2. Obergeschoss wurde 1878 die Vereinsstube des Geschichtsvereins „Schau-ins-Land“ nach einem Entwurf von Fritz Geiges eingerichtet. Die Gründungsversammlung des Landesvereins „Badische Heimat“ fand ebenfalls im Historischen Kaufhaus statt.
Im zur Schusterstraße hin liegenden Gebäude des Kaufhauskomplexes („Altes Kaufhaus“) befinden sich im 1. Obergeschoss zwei kleinere für Veranstaltungen nutzbare Räume: das über eine 1518 datierte Wendeltreppe vom Hof her zugängliche „Kaminzimmer“ für bis zu 90 Personen mit einem mächtigen Kamin aus dem 15. Jahrhundert und einer Stuckdecke aus dem 18. Jahrhundert, die den kaiserlichen Doppeladler zeigt, sowie den „Rokokosaal“, der bis zu 70 Personen fasst, mit einer Stuckdekoration des Wessobrunners Franz Anton Vogel von 1751.
2016 erhielten der „Kaisersaal“ und das Foyer eine Klimaanlage, die die Raumtemperatur bis zu sechs Grad unter der Außentemperatur halten kann.

Die Fensterbilder des Kaisersaals bei Nacht, von innen beleuchtet
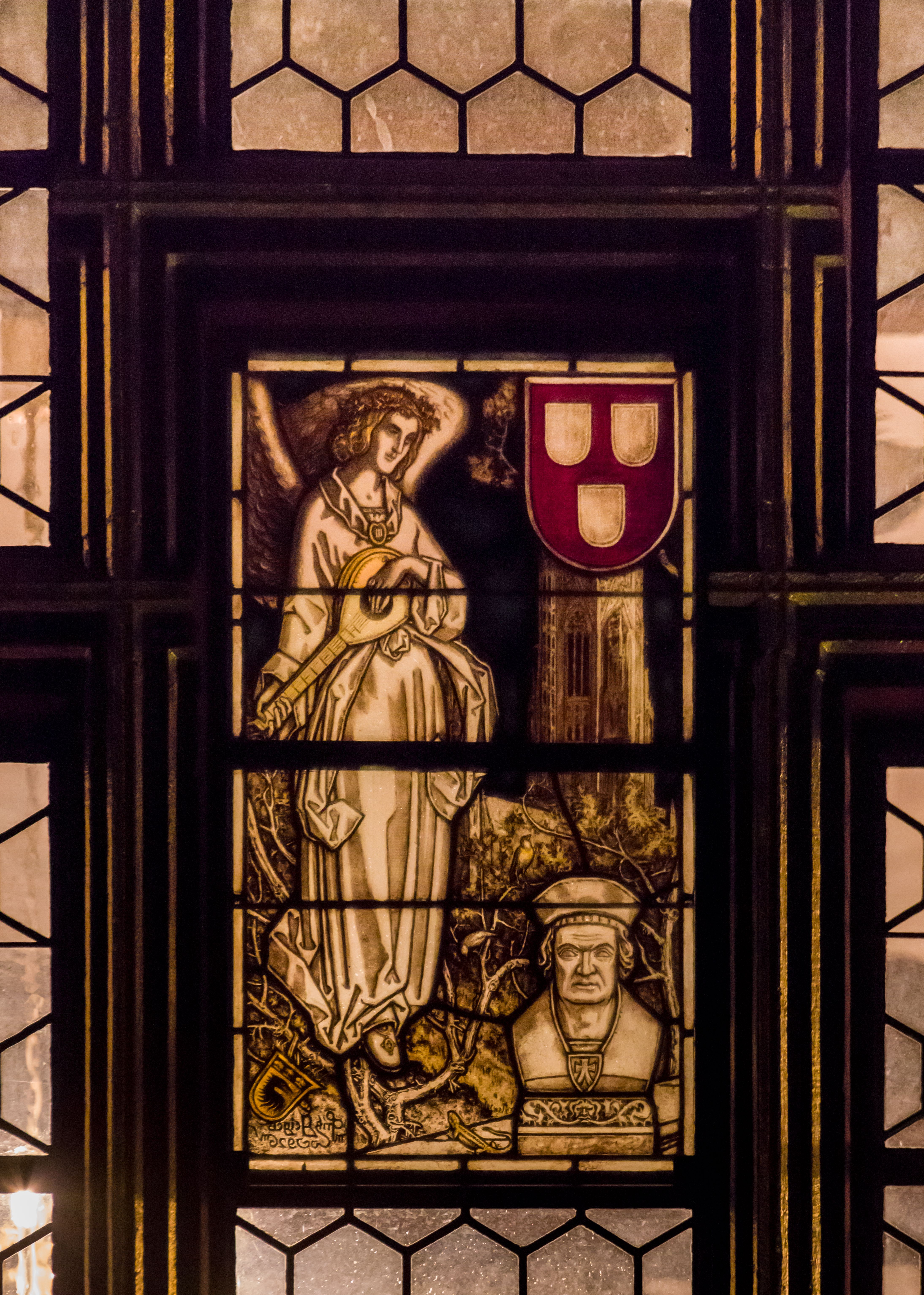
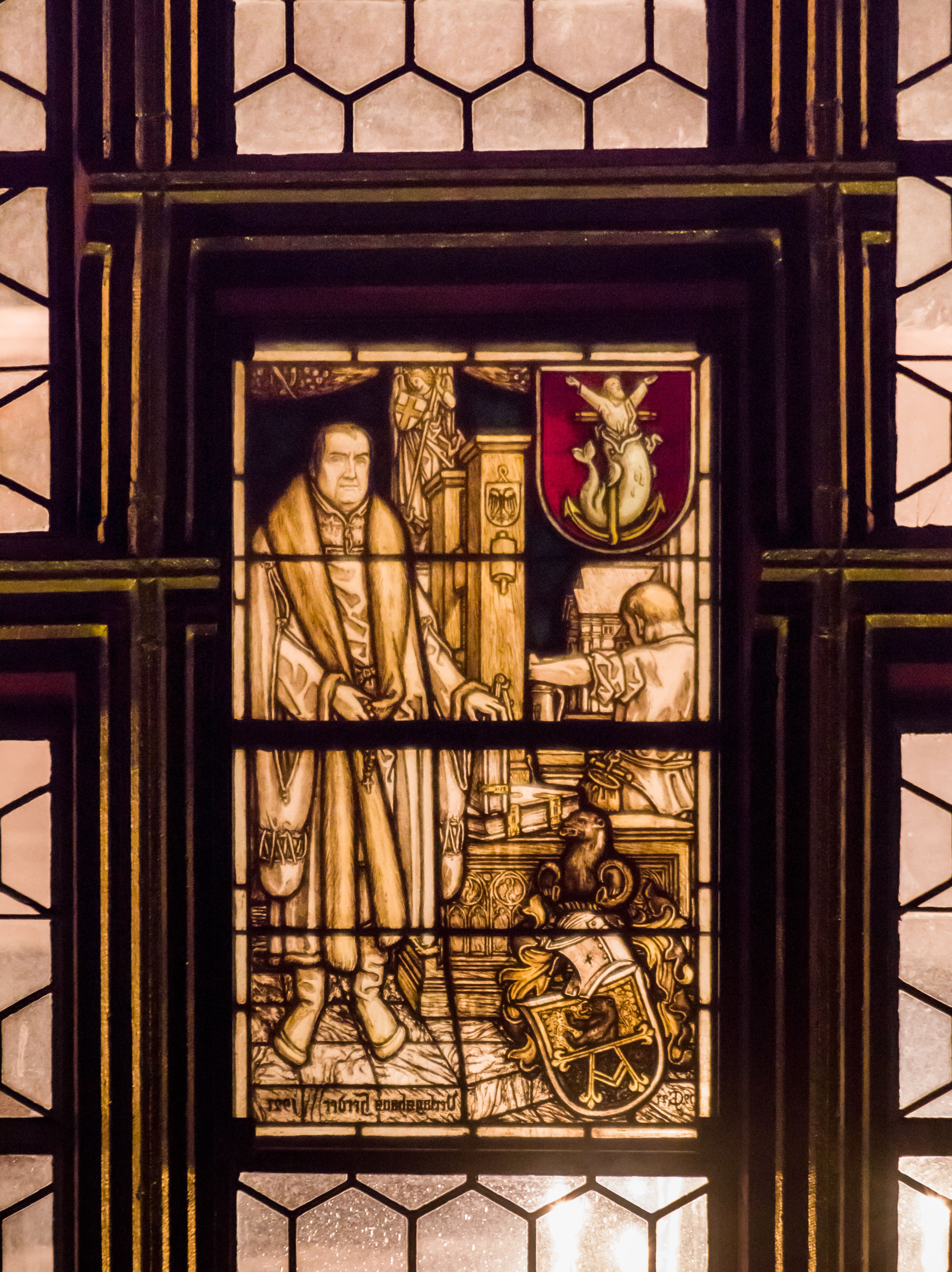
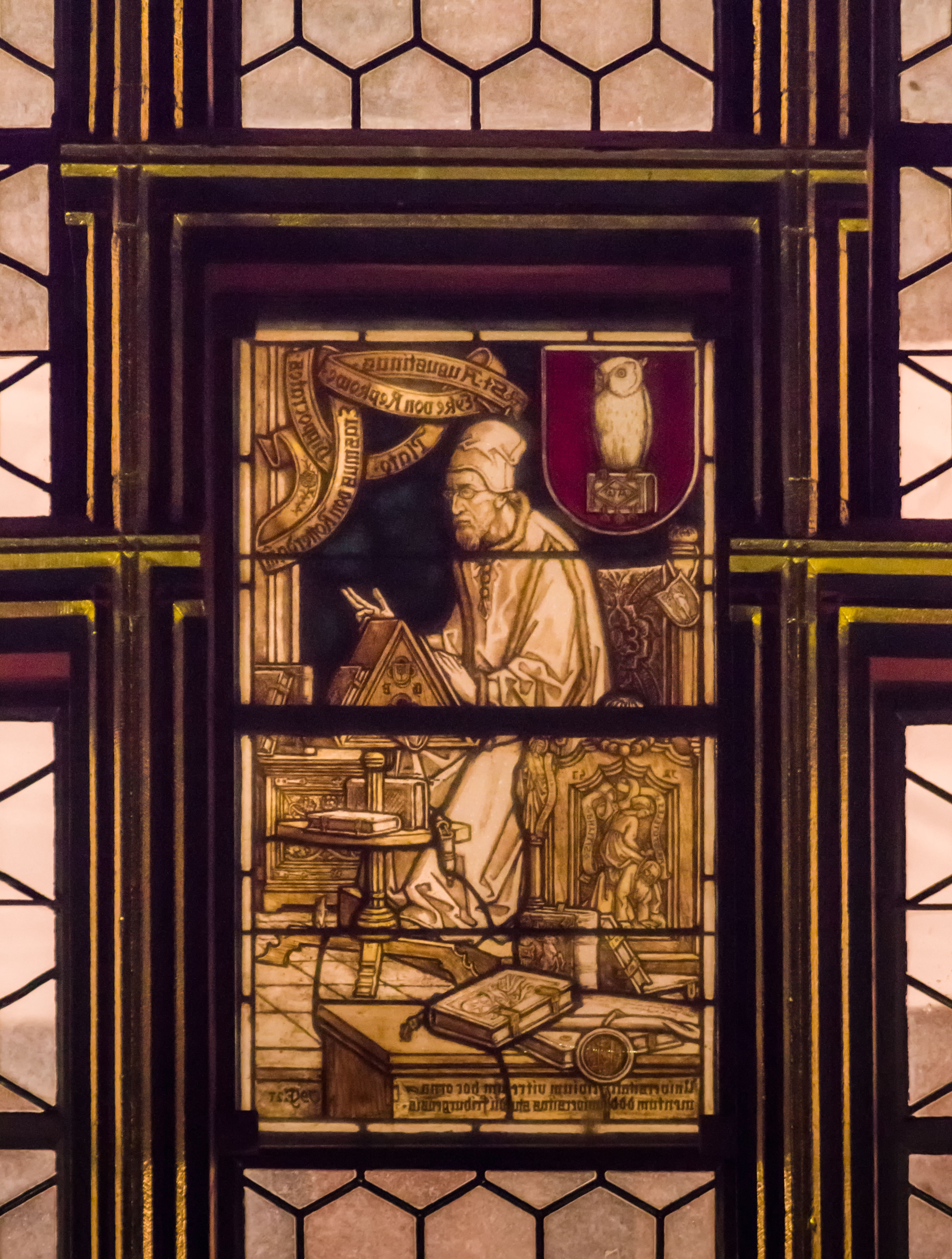
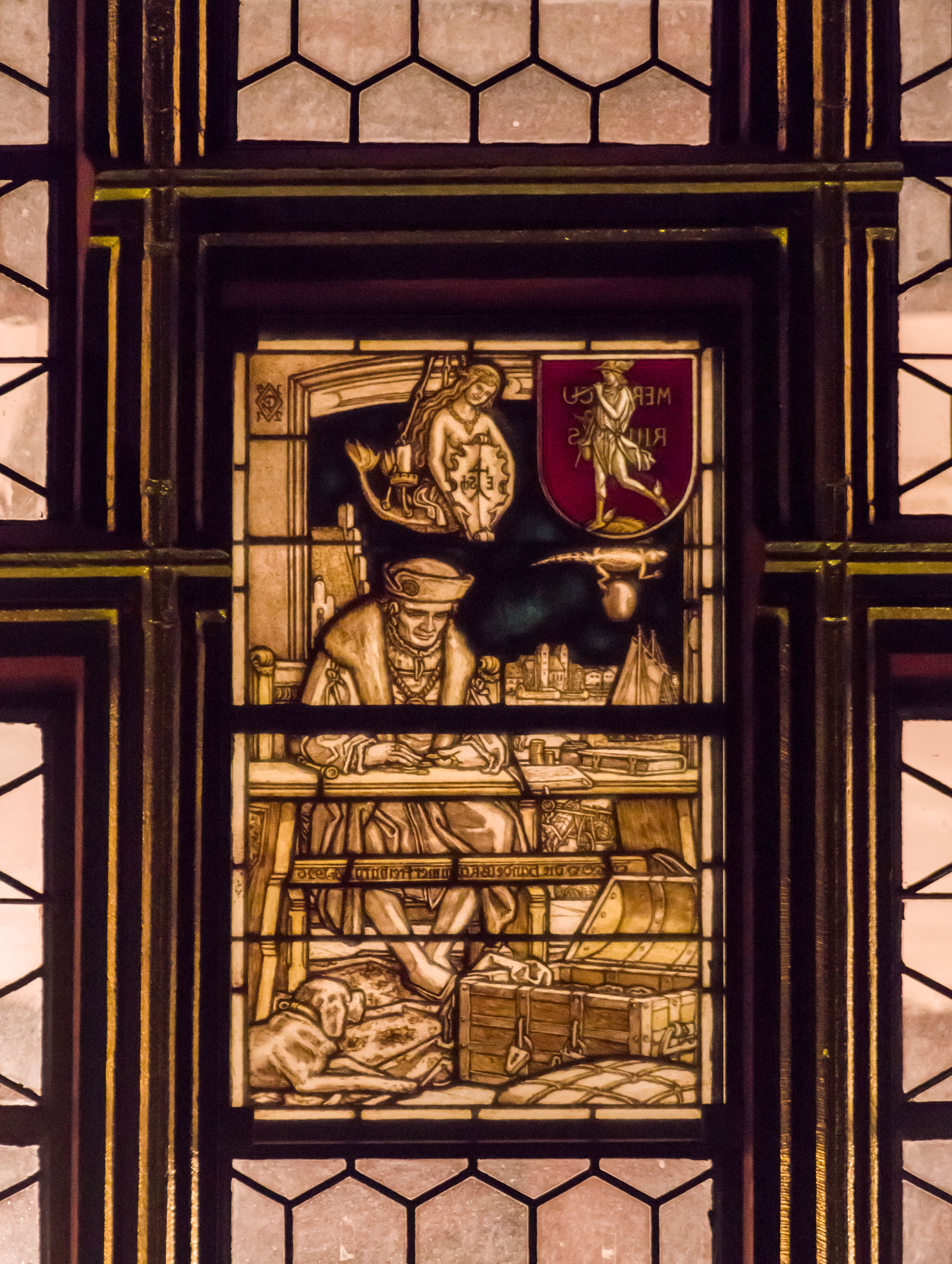
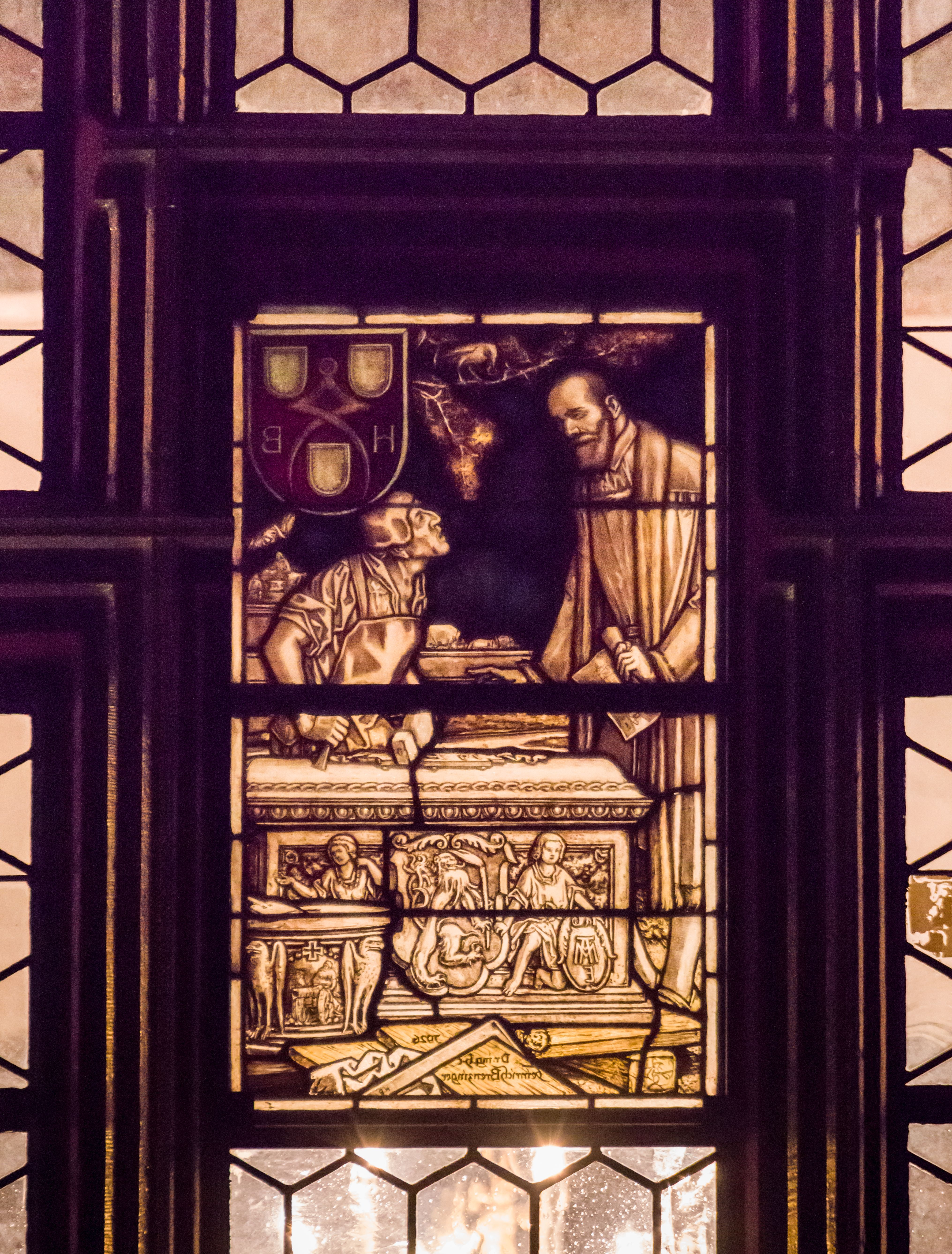

## Trivia
- Am 12. Mai 1970 begann Deutschlands erste Dirigentin Hortense von Gelmini mit ihrem „Orchestra Gelmini“ im Kaisersaal ihre Deutschland-Tournee.[7]
- Am 25. Januar 2019 wurde ein 0-Euro-Schein mit dem Abbild des Historischen Kaufhauses ausgegeben.[8] Auf der Gedenkmünze 900 Jahre Freiburg ist rechts das Historische Kaufhaus (Frontseite) abgebildet. Erscheinungstag ist der 9. Juli 2020.[9]

- Die Räume wurden 2013 für die Fernsehsendung Bares für Rares genutzt.